# Sportler des Jahres (Tschechien)
Die Auszeichnung Sportler des Jahres wird in Tschechien seit 1993 offiziell verliehen.

## Preisträger und Preisträgerinnen
| Jahr | Preisträger(in)     | Sportart                               | Erfolg(e) |
| ---- | ------------------- | -------------------------------------- | --- |
| 1993 | Jan Železný         | Leichtathletik                         | Weltmeister in Stuttgart im Speerwurf, warf in diesem Jahr zwei neue Weltrekorde (95,54 Meter und 95,66 Meter) |
| 1994 | Dominik Hašek       | Eishockey                              | gewählt zum besten Torhüter der NHL, Torhüter mit den wenigsten erhalten Toren in der NHL |
| 1995 | Jan Železný         | Leichtathletik                         | Weltmeister in Göteborg im Speerwurf, verteidigte somit seinen Titel von 1993 |
| 1996 | Martin Doktor       | Kanusport                              | zweifacher Olympiasieger im Einer-Canadier in Atlanta (500 Meter und 1000 Meter) |
| 1997 | Tomáš Dvořák        | Leichtathletik                         | Weltmeister in Athen mit Weltmeisterschaftsrekord (8837 Punkte) im Zehnkampf |
| 1998 | Dominik Hašek       | Eishockeynationalmannschaft der Männer | Olympiasieger mit dem tschechischen Team, zum besten Torhüter der olympischen Spiele ernannt, gewählt zum besten Torhüter der NHL, Torhüter mit den wenigsten erhalten Toren in der NHL |
| 1999 | Tomáš Dvořák        | Leichtathletik                         | Weltmeister in Sevilla im Zehnkampf, stellte mit 8994 Punkten einen neuen Weltrekord im Zehnkampf auf, Europas Sportler des Jahres und Europas Leichtathlet des Jahres 1999 |
| 2000 | Jan Železný         | Leichtathletik                         | Olympiasieger im Speerwurf in Sydney, er verteidigte damit seine Titel aus den Jahren 1992 und 1996, Europas Leichtathlet des Jahres 2000 |
| 2001 | Jan Železný         | Leichtathletik                         | Weltmeister in Edmonton im Speerwurf mit Weltmeisterschaftsrekord (92,80 Meter) |
| 2002 | Aleš Valenta        | Freestyle-Skiing                       | Olympiasieger in der Freestyle Disziplin Aerials. Beim Olympiasieg stand er als erster Mensch einen dreifacher Rückwärtssalto mit fünf Schrauben. |
| 2003 | Pavel Nedvěd        | Fußball                                | Europas und Tschechiens Fußballer des Jahres 2003 |
| 2004 | Roman Šebrle        | Leichtathletik                         | Olympiasieger im Zehnkampf mit neuem olympischen Rekord, erzielte einen neuen europäischen Rekord im Siebenkampf (6438 Punkte) |
| 2005 | Jaromír Jágr        | Eishockey                              | Weltmeister mit dem tschechischen Team in Österreich, European Champions Cup Gewinner mit HK Awangard Omsk |
| 2006 | Kateřina Neumannová | Skilanglauf                            | Olympiasiegerin über 30 Kilometer Freistil Massenstart und Olympiasilbermedaillengewinnerin über 2 × 7,5 km Verfolgung im Skilanglauf, erste Frau, die zur Tschechiens Sportlerin des Jahres gewählt wurde                                                                                              |
| 2007 | Martina Sáblíková   | Eisschnelllauf                         | Weltmeisterin über 3000 und 5000 Meter im Eisschnelllauf in Salt Lake City mit jeweils Weltmeisterschaftsrekord, Mehrkampfeuropameisterin mit Freiluftweltrekord (162,954 Punkte) in Ritten |
| 2008 | Barbora Špotáková   | Leichtathletik                         | Olympiasiegerin im Speerwurf in Peking, warf in diesem Jahr einen noch gültigen Weltrekord (72,28 Meter, Stand 29.11.2022) |
| 2009 | Martina Sáblíková   | Eisschnelllauf                         | Weltmeisterin über 5000 Meter und Silbermedaillengewinnerin über 3000 Meter im Eisschnelllauf in Richmond, Mehrkampfweltmeisterin in Hamar, dritter Platz bei den Mehrkampfeuropameisterschaften in Heerenveen                                                                                          |
| 2010 | Martina Sáblíková   | Eisschnelllauf                         | Olympiasiegerin im Eisschnelllauf über 3000 Meter und 5000 Meter, Olympiabronzemedaille über 1500 Meter, Mehrkampfweltmeisterin in Heerenveen, Mehrkampfeuropameisterin in Hamar |
| 2011 | Petra Kvitová       | Tennis                                 | Gewinnerin des Tennis Grand Slams in Wimbledon, 6 Turniersiege im Einzel 2011, Fed Cup Siegerin mit der tschechischen Mannschaft, 2. Platz in der WTA Rangliste |
| 2012 | Barbora Špotáková   | Leichtathletik                         | Olympiasiegerin im Speerwurf in London, verteidigte damit den Titel aus dem Jahr 2008 |
| 2013 | Zuzana Hejnová      | Leichtathletik                         | Weltmeisterin in Moskau über 400 Meter Hürden, Europas Leichtathletin des Jahres 2013 |
| 2014 | Petra Kvitová       | Tennis                                 | Gewinnerin des Tennis Grand Slams in Wimbledon, 3 Turniersiege im Einzel 2014, Fed Cup Siegerin mit der tschechischen Mannschaft |
| 2015 | Zuzana Hejnová      | Leichtathletik                         | Weltmeisterin in Peking über 400 Meter Hürden und war damit die erste Frau, die über diese Distanz den Titel zweimal in Folge gewann |
| 2016 | Lukáš Krpálek       | Judo                                   | Olympiasieger im Halbschwergewicht in Rio de Janeiro |
| 2017 | Gabriela Koukalová  | Biathlon                               | Weltmeisterin im Sprint, Vizeweltmeisterin im Einzel, Bronzemedaille in der Verfolgung in Hochfilzen, Gewinnerin des Massenstart- und Sprintweltcups |
| 2018 | Ester Ledecká       | Snowboard, Ski Alpin                   | Olympiasiegerin im Snowboard Parallel-Riesenslalom und Ski Alpin Super-G, war somit die erste Athletin nach Anfissa Reszowa, die Goldmedaillen in verschiedenen Sportarten bei Winterspielen gewann. Sie ist die einzige, der dies bei denselben Spielen und nicht verwandten Einzeldisziplinen gelang. |
| 2019 | Lukáš Krpálek       | Judo                                   | Weltmeister im Schwergewicht im Schwergewicht |
| 2020 | David Pastrňák      | Eishockey                              | MVP des All-Star-Games, erzielte die meisten Tore in der regulären NHL Saison, Tschechiens Eishockey Spieler des Jahres |
| 2021 | Lukáš Krpálek       | Judo                                   | Olympiasieger im Schwergewicht in Tokio |

## Team und Nachwuchssportler des Jahres
| Jahr | Team                                                         | Nachwuchssportler(in)              |
| ---- | ------------------------------------------------------------ | ---------------------------------- |
| 1993 | Nationalmannschaft Skispringen                               |                                    |
| 1994 | Eishockeynationalmannschaft der Männer                       |                                    |
| 1995 | Fußballnationalmannschaft der Männer                         |                                    |
| 1996 | Fußballnationalmannschaft der Männer                         |                                    |
| 1997 | Eishockeynationalmannschaft der Männer                       |                                    |
| 1998 | Eishockeynationalmannschaft der Männer                       |                                    |
| 1999 | Fußballnationalmannschaft der Männer                         |                                    |
| 2000 | Eishockeynationalmannschaft der Männer                       |                                    |
| 2001 | Eishockeynationalmannschaft der Männer                       |                                    |
| 2002 | U-21-Fußballnationalmannschaft der Männer                    | Hana Pešková                       |
| 2003 | Fußballnationalmannschaft der Männer                         | Zuzana Kocumová                    |
| 2004 | Fußballnationalmannschaft der Männer                         | Lenka Hyková                       |
| 2005 | Eishockeynationalmannschaft der Männer                       | Šárka Záhrobská                    |
| 2006 | Eishockeynationalmannschaft der Männer                       | Martina Sáblíková                  |
| 2007 | U-20-Fußballnationalmannschaft der Männer                    | Ondřej Polívka                     |
| 2008 | Slavia Prag                                                  | Lukáš Krpálek                      |
| 2009 | Davis-Cup-Mannschaft                                         | Ondřej Polívka                     |
| 2010 | Eishockeynationalmannschaft der Männer                       | Tomáš Paprstka                     |
| 2011 | Fed-Cup-Mannschaft                                           | Karolína Erbanová                  |
| 2012 | Davis-Cup-Mannschaft                                         | Karolína Erbanová                  |
| 2013 | Davis-Cup-Mannschaft                                         | Ester Ledecká                      |
| 2014 | Fed-Cup-Mannschaft                                           | Anežka Drahotová                   |
| 2015 | Fed-Cup-Mannschaft                                           | Jiří Janošek und Ester Ledecká     |
| 2016 | Fed-Cup-Mannschaft                                           | Michaela Hrubá                     |
| 2017 | Minifußballnationalmannschaft der Männer                     | Filip Nepejchal und Michaela Hrubá |
| 2018 | Fed-Cup-Mannschaft                                           | Barbora Seemanová                  |
| 2019 | Basketballnationalmannschaft der Männer                      | Jonáš Forejtek                     |
| 2020 | Biathlonteam (u. a. Puskarčíková, Davidová, Moravec, Krčmář) | nicht vergeben                     |
| 2021 | Basketballnationalmannschaft der Männer                      | František Doubek                   |